# كريستينا موراي
كريستينا موراي (بالإنجليزية: Christina Murray)‏ (8 أكتوبر 1989 بجامايكا - ) هي لاعبة كرة قدم جامايكية في مركز الوسط. شاركت مع منتخب جامايكا الوطني لكرة القدم للسيدات.

## وصلات خارجية
- كريستينا موراي على موقع قاعدة بيانات كرة القدم.إي يو (الإنجليزية)
- كريستينا موراي على موقع Soccerway.com (الإنجليزية)